# Trollsjön, Gästrikland
Trollsjön är en sjö i Ockelbo kommun i Gästrikland och ingår i Testeboåns huvudavrinningsområde.